# Les Nouillers
Les Nouillers és un municipi francès situat al departament del Charente Marítim i a la regió de la Nova Aquitània. L'any 2007 tenia 625 habitants.

## Demografia

### Població
El 2007 la població de fet de Les Nouillers era de 625 persones. Hi havia 249 famílies de les quals 52 eren unipersonals (28 homes vivint sols i 24 dones vivint soles), 88 parelles sense fills, 89 parelles amb fills i 20 famílies monoparentals amb fills.
La població ha evolucionat segons el següent gràfic:
Habitants censats

### Habitatges
El 2007 hi havia 315 habitatges, 253 eren l'habitatge principal de la família, 38 eren segones residències i 24 estaven desocupats. Tots els 314 habitatges eren cases. Dels 253 habitatges principals, 192 estaven ocupats pels seus propietaris, 50 estaven llogats i ocupats pels llogaters i 12 estaven cedits a títol gratuït; 9 tenien dues cambres, 27 en tenien tres, 64 en tenien quatre i 154 en tenien cinc o més. 214 habitatges disposaven pel capbaix d'una plaça de pàrquing. A 114 habitatges hi havia un automòbil i a 119 n'hi havia dos o més.

### Piràmide de població
La piràmide de població per edats i sexe el 2009 era:
| Homes | Edats   | Dones |
| ----- | ------- | ----- |
| 0     | 95 o +  | 0     |
| 0     | 90 a 94 | 4     |
| 8     | 85 a 89 | 12    |
| 0     | 80 a 84 | 16    |
| 12    | 75 a 79 | 8     |
| 28    | 70 a 74 | 36    |
| 20    | 65 a 69 | 16    |
| 12    | 60 a 64 | 20    |
| 16    | 55 a 59 | 4     |
| 12    | 50 a 54 | 8     |
| 4     | 45 a 49 | 8     |
| 4     | 40 a 44 | 4     |
| 28    | 35 a 39 | 24    |
| 32    | 30 a 34 | 28    |
| 20    | 25 a 29 | 28    |
| 8     | 20 a 24 | 8     |
| 8     | 15 a 19 | 8     |
| 16    | 10 a 14 | 12    |
| 28    | 5 a 9   | 28    |
| 36    | 0 a 4   | 20    |

## Economia
El 2007 la població en edat de treballar era de 383 persones, 265 eren actives i 118 eren inactives. De les 265 persones actives 239 estaven ocupades (140 homes i 99 dones) i 26 estaven aturades (6 homes i 20 dones). De les 118 persones inactives 45 estaven jubilades, 29 estaven estudiant i 44 estaven classificades com a «altres inactius».

### Ingressos
El 2009 a Les Nouillers hi havia 252 unitats fiscals que integraven 616 persones, la mediana anual d'ingressos fiscals per persona era de 14.296 €.

### Activitats econòmiques
Dels 22 establiments que hi havia el 2007, 1 era d'una empresa alimentària, 10 d'empreses de construcció, 6 d'empreses de comerç i reparació d'automòbils, 1 d'una empresa d'informació i comunicació, 2 d'empreses immobiliàries i 2 d'empreses de serveis.
Dels 13 establiments de servei als particulars que hi havia el 2009, 3 eren tallers de reparació d'automòbils i de material agrícola, 4 paletes, 1 guixaire pintor, 3 fusteries, 1 electricista i 1 agència immobiliària.
L'únic establiment comercial que hi havia el 2009 era una fleca.
L'any 2000 a Les Nouillers hi havia 23 explotacions agrícoles que ocupaven un total de 1.734 hectàrees.

## Equipaments sanitaris i escolars
El 2009 hi havia una escola elemental integrada dins d'un grup escolar amb les comunes properes formant una escola dispersa.

## Poblacions més properes
El següent diagrama mostra les poblacions més properes.